# Барелли, Минуш
Минуш Барелли (фр. Minouche Barelli; 13 декабря 1947, Париж — 20 февраля 2004, Монако) — французская певица, получившая известность в Европе благодаря участию в Евровидении 1967, где она представляла Монако. Её настоящее имя — Мари-Пьер Барелли.

## Биография
Отец Минуш — джазовый музыкант Эме Барелли, а мать — певица Люсьен Делиль.
23-25 июня 1966 года Барелли приняла участие в фестивале песни Rose de France в Антибе, который также известен как фестиваль «Золотая Роза». Минуш исполнила песню  Goualante 67  с только что записанной пластинки. Она, будучи одной из тридцати участников фестиваля, заняла призовое место. Второе место занял дуэт Line et Willy, который на следующий год после Минуш также представлял Монако на Евровидении.
В 1967 году Минуш представляла Монако на Евровидении в Вене с песней  Boum-Badaboum, которая была написана Сержем Генсбуром. Во время выступления оркестром дирижировал отец певицы. Песня, исполненная на французском, заняла пятое место среди семнадцати участников. Также были записаны версии песни на английском, немецком и итальянском языках, которые были выпущены на виниловых синглах в разных странах Европы. По мнению историка Евровидения Криса Уэста, в песне Минуш был самый интересный текст среди всех участников конкурса 1967 года — и самая слабая музыка.
Летом 1968 года Минуш, которая ранее была подписана на CBS, перешла на новый лейбл — Barclay. Только в 1970 увидела свет её новая пластинка  On s’aimera. В 1980 году Минуш приняла участие во французском национальном отборе песни Евровидения с композицией Viens dans ma farandole. Она заняла шестое место во втором полуфинале.
По мнению французского телеведущего Паскаля Севрана, Минуш, как и её мать, пела «просто и не манерно, со слезой в голосе» (фр. sans façon, la gorge nouée de sanglots).
Минуш долгое время была постоянным диктором на радио Монмартра, также была телеведущей, работала на канале TF1. Певица приняла гражданство Монако в 2002 году. И там же, в княжестве Монако, Минуш Барелли умерла 20 февраля 2004 года в возрасте 56 лет после болезни.

## Дискография
Выпущенные песни
1965 год
- Le diable est près de toi (авторы Ги Маджента и Ральф Бернет)
- J’aime trop la liberté (авторы Ги Маджента и Майя Симиль)
- Vivre sa jeunesse (авторы Жосс Баселли, Арман Канфора и Мишель Журдан)
- Vingt ans (Эме Барелли и Пьер Деланоэ)

1966 год
- Goualante 67 (авторы Анри Конте  и Эме Барелли)
- Du moment que (авторы Анри Конте  и Эме Барелли)
- Je prendrai tout (авторы Анри Конте  и Эме Барелли)
- Ça fait du bruit) (авторы Анри Конте  и Эме Барелли)

1967 год
- Boum badaboum (автор Серж Генсбур; версии на французском, английском, итальянском и немецком)
- Je saurai bien me faire aimer (авторы Ги Маджента и Влин Бугги)
- Il faut dire (авторы Мишель Журдан, Жосс Барелли, Арман Канфора; версии на французском, английском, итальянском и немецком)
- Le garçon d’Ostende (авторы Эме Барелли и Пьер Деланоэ)
- Si j’ai rêvé (авторы Аннм Исола и Кристиан Сарель)
- Chanson folle (A strange song) (авторы Чип Тейлор и Клод Лемель)

1968 год
- Dégourdis-toi
- Cette chanson-là nous ressemble

1970 год
- On s’aimera (авторы Жак Демарни и Франсис Фумье)
- Papy (авторы Шарль Левель и Клод Морган)

1971 год
- Cours après moi (авторы Ральф Берне и Клод Морган)
- Colin Maillard (авторы Шарль Левель, Ивон Уазана и Жан-Пьер Фести)

1980 год
- Viens dans ma farandole
- C’est bête mais je pars

1995 год
Выпущен альбом Elle et moi: Minouche Barelli chante Lucienne Delyle, на котором Барелли исполняла песни своей матери. В 2000 году альбом выл перевыпущен. В него вошли следующие композиции:
- Ca marche
- Mon amant de St Jean
- Sur les quais du vieux…
- Toi, c’est vrai
- C’est un gars
- Merci Paris
- Le tango nous invite
- Elle et moi
- Java
- Pour lui
- Un ange comme ça